# II-99
Die II-99 (bulgarisch Републикански път ІІ-99 Republikanski pat II-99, also Republikstraße II-99) ist eine Hauptstraße (zweiter Ordnung) in Bulgarien. Sie führt nahe der Küste des Schwarzen Meeres bis nach Zarewo und danach nach Malko Tarnowo.

## Verlauf
Sie fängt bei einer Anschlussstelle der I-9 bei Kraimorie an. Sie ist bis zur Ausfahrt Sosopol als Schnellstraße vierstreifig ausgebaut.
Nach Sosopol bindet sie die Urlaubsorte Djuni, Primorsko, Kiten, Losenez und Zarewo an das Hauptstraßennetz an. Ab Zarewo verläuft sie Richtung Südwesten durch das Strandscha-Gebirge. Der Streckenverlauf ist wegen des Gebirges sehr kurvig. Es werden außerdem noch einige Dörfer angebunden.
Die II-99 erreicht Malko Tarnowo im Nordosten. Sie umfährt die Stadt einmal im Süden und trifft im Westen auf die I-9, welche weiter zur naheliegenden Grenze mit der Türkei führt.